# City & Suburban

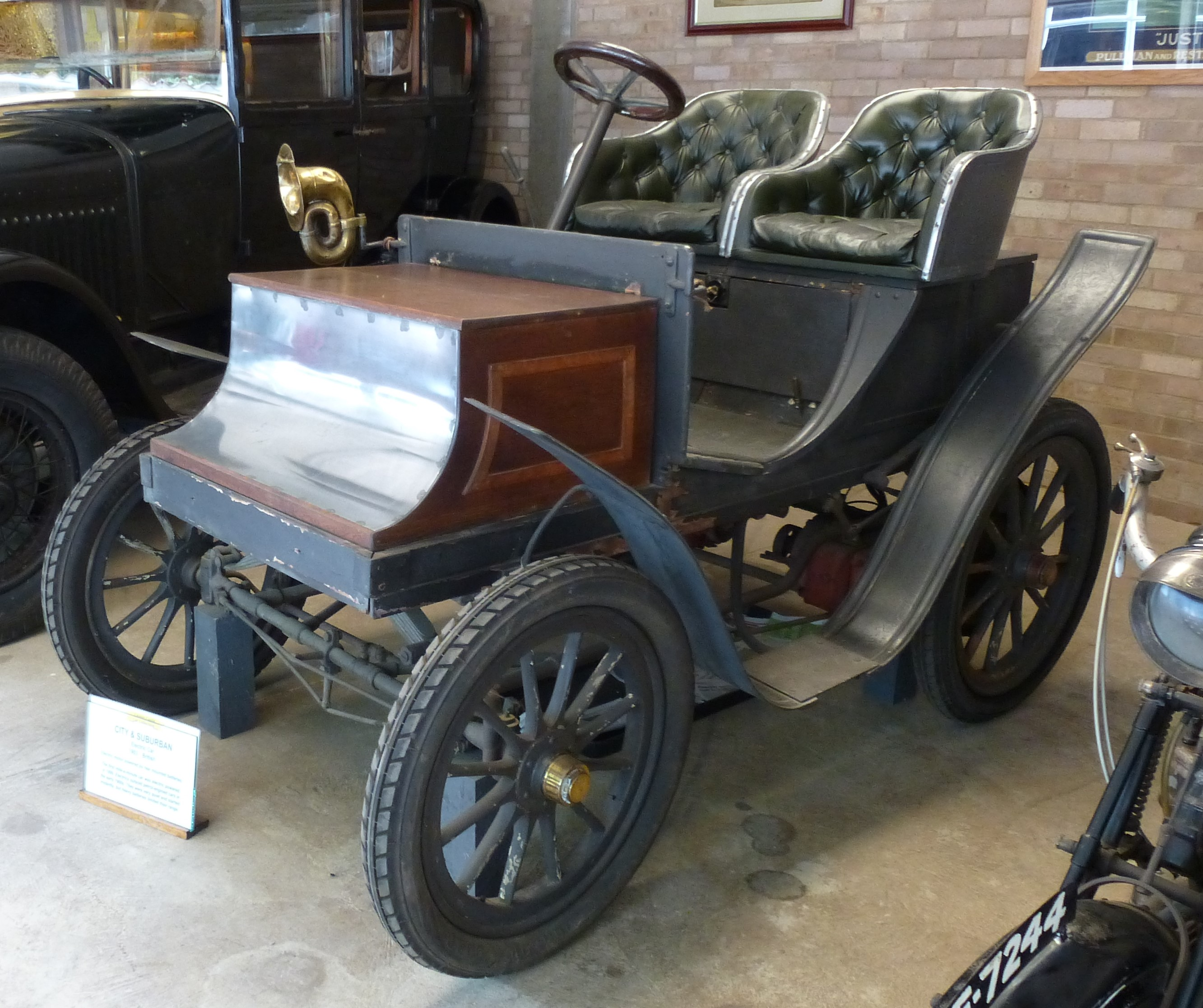
City & Suburban von 1903

City & Suburban war ein britischer Hersteller von Automobilen.

## Unternehmensgeschichte
Das Unternehmen City & Suburban Electric Carriage Co Limited aus London begann 1901 mit der Produktion von Automobilen. Es bestand eine Verbindung zur amerikanischen Columbia Automobile Company.
1905 wurde die Produktion eingestellt.

## Fahrzeuge
Alle Fahrzeuge waren mit Elektromotoren ausgestattet. Bei den ersten Modelle, die einen Motor von G.E.C. hatten, waren die Batterien im Heck angeordnet. 1903 kam das größere Modell Niagara dazu. Bei den späteren Modellen ab 1904 waren die Batterien zur besseren Gewichtsverteilung sowohl vorne als auch hinten im Fahrzeug untergebracht.
Ein Fahrzeug dieser Marke ist im Caister Castle Motor Museum in Caister-on-Sea zu besichtigen.